# Onda cnoidale

Soluzione di onda cnoidale per l'equazione di Korteweg–de Vries, in termini del quadrato della funzione ellittica di Jacobi "cn" con parametro di ellitticità.

In dinamica dei fluidi, un'onda cnoidale è una soluzione non lineare, esatta e periodica dell'equazione di Korteweg-de Vries. Queste soluzioni sono in termini delle funzioni ellittiche di Jacobi "cn", ed è per questo che vengono designate onde cnoidali. Vengono usate per descrivere le onde di gravità superficiali di lunghezza d'onda relativamente elevata in relazione alla profondità dell'acqua.
Le soluzioni d'onda cnoidale furono derivate da Diederik Korteweg e Gustav de Vries nel loro lavoro del 1895 in cui proposero anche la loro equazione di onda lunga dispersiva, ora nota come equazione di Korteweg–de Vries. Nel caso limite di lunghezza d'onda infinita, l'onda cnoidale diventa un'onda di traslazione solitaria, o solitone.
L'equazione di Benjamin–Bona–Mahony ha migliorato il comportamento alle lunghezze d'onda corte in confronto all'equazione di Korteweg–de Vries, e rappresenta un altro caso di equazione d'onda unidirezionale con soluzioni di onda cnoidale. Inoltre, poiché l'equazione di Korteweg-de Vries è un'approssimazione dell'equazione di Boussinesq per la propagazione d'onda monodirezionale, le onde cnoidali sono soluzioni approssimate delle equazioni di Boussinesq.
Soluzioni di onda cnoidale possono apparire anche in altre applicazioni oltre alle onde superficiali di gravità, come ad esempio per descrivere le onde acustiche ioniche nella fisica del plasma.

## Soluzioni cnoidali dell'equazione di Korteweg- de Vries
| azzurro | : m = 0,       |
| rosso   | : m = 0,9      |
| nero    | : m = 0,99999. |

Profili di onde cnoidali per valori del parametro ellittico m.

Le soluzioni d'onda cnoidale dell'equazione di Korteweg- de Vries (abbreviata in KdV) furono presentate da Korteweg e de Vries nel 1895 nella loro pubblicazione basta sulla tesi di laurea di de Vries del 1894. Soluzioni di onda solitaria per onde lunghe non lineari e dispersive, erano già state trovate in precedenza da Boussinesq nel 1872 e da Rayleigh nel 1876. La ricerca di queste soluzioni era stata innescata dalle osservazioni sull'onda solitaria (o onda di traslazione) fatte da Russell, sia in natura che in esperimenti di laboratorio. Le soluzioni d'onda cnoidale dell'equazione KdV sono stabili rispetto a piccole perturbazioni.
L'elevazione superficiale η(x,t), come funzione della posizione orizzontale x e del tempo t, per un'onda cnoidale è data da:
{\displaystyle \eta (x,t)=\eta _{2}+H\,\operatorname {cn} ^{2}\,\left({\begin{array}{c|c}\displaystyle 2\,K(m)\,{\frac {x-c\,t}{\lambda }}&m\end{array}}\right),}
dove H è l'altezza dell'onda, λ è la lunghezza d'onda, c è la velocità di fase e η2 è l'elevazione da un cavo. 
Inoltre "cn" è una delle funzioni ellittiche di Jacobi e K(m) è l'integrale ellittico completo di prima specie; entrambi dipendono dal parametro ellittico m, il quale determina la forma dell'onda cnoidale. Per m uguale a zero, l'onda cnoidale diventa una funzione coseno, mentre per valori prossimi a uno l'onda assume creste accentuate e cavi quasi piatti. Per valori di  m minori di 0,95la funzione cnoidale può essere approssimata con funzioni trigonometriche.
Un importante parametro adimensionale per onde lunghe non-lineari (λ ≫ h) è il parametro di Ursell:
{\displaystyle U={\frac {H\,\lambda ^{2}}{h^{3}}}={\frac {H}{h}}\,\left({\frac {\lambda }{h}}\right)^{2}.}
Per piccoli valori U, come U < 5, si può utilizzare una teoria lineare, mentre a valori più elevati occorre far ricorso a teorie non-lineari come la teoria delle onde cnoidali. La zona di demarcazione tra le teorie di Stokes del terzo o quinto ordine e le onde cnoidali si situa nell'intervallo 10-25 del parametro di Ursell. Come si può notare dalla formula del parametro di Ursell, per una data altezza d'onda relativa H/h il parametro di Ursell (e di conseguenza la non-linearità) aumenta rapidamente all'aumentare della relativa lunghezza d'onda λ/h.
In base all'analisi del problema totalmente non-lineare delle onde di gravità superficiali all'interno della teoria del flusso potenziale, le onde cnoidali possono essere considerate il termine più basso in una serie perturbativa. Le teorie di onde cnoidali di ordine più elevato rimangono valide per onde corte e maggiormente non-lineari. Una teoria di onde cnoidali del quinto ordine è stata sviluppata nel 1979 da Fenton, che fa anche una descrizione dettagliata e un confronto tra le teorie del quinto ordine delle onde di Stokes e quelle cnoidali.
Le descrizioni delle onde cnoidali, attraverso una rinormalizzazione, si adattano bene anche alle onde di acque profonde, come ha trovato Clamond.  Una descrizione delle interazioni di onde cnoidali in acque poco profonde, come è il caso nei mari reali, è stata data da Osborne nel 1914.